# هارتموت پلکا
هارتموت پلکا (انگلیسی: Hartmut Pelka; ۱۱ مارس ۱۹۵۷ – ۲۳ ژوئیهٔ ۲۰۱۴) بازیکن فوتبال اهل آلمان بود.
از باشگاه‌هایی که در آن بازی کرده‌است می‌توان به باشگاه فوتبال زاکسن لایپزیگ و باشگاه فوتبال دینامو برلینر اشاره کرد.